# Lira somala
La cosiddetta lira somala è la denominazione numismatica di due monete emesse per la Somalia italiana tra il 1925 e il 1926. Proprio nel 1925 infatti, il governo Mussolini aveva deciso l'abrogazione della rupia somala e la sua piena sostituzione con la lira italiana ad un cambio di 1 rupia = 8 lire. Onde permettere una più razionale transizione fra le due valute, furono emesse due monete da 5 e 10 lire in argento che circolarono assieme alla monete ed alle banconote italiane, riducendo il rischio di fenomeni inflativi legati ad una troppo repentina emissione di cartamoneta: le due monete, fuse con un metallo nobile dotato di pieno valore intrinseco, supplirono allo scopo e rimasero in circolazione per anni, seppure non venissero più prodotte dopo la piena integrazione della Somalia nell'economia nazionale italiana.

## Monete
Nel 1925 furono emesse due monete d'argento dal valore di 5 e 10 lire. La moneta da 5 lire pesava 6 grammi e quella da 10 pesava 12 grammi. Il diametro era rispettivamente di 25,5 e 28 millimetri. Il titolo era dell'835/1000, come le monete contemporanee della lira italiana. Erano più grandi e più pesanti delle monete italiane e furono ritirate e sostituite dalle monete coniate per l'Italia nel 1926.
L'emissione fu autorizzata con il Regio decreto 18 giugno 1925, n. 1143, che contestualmente metteva fuori corso la rupia somala. Al rovescio presentava lo stemma della Somalia dell'epoca: leone passante e tre stelle a sei punte. Lo stemma, tra due rami, era coronato. Intorno la legenda SOMALIA ITALIANA.

Lo stemma della Somalia italiana presente sul rovescio delle monete

Le legende erano solo in italiano.
| Monete in circolazione | Monete in circolazione                                                                                                 | Monete in circolazione | Monete in circolazione | Monete in circolazione |
| Valore                 | Dritto | Rovescio | Prima coniazione       | Fuori corso            |
| ---------------------- | --- | --- | ---------------------- | ---------------------- |
| 5 lire                 | Semibusto di Vittorio Emanuele III di Savoia coronato e con manto d'ermellino. In basso MOTTI, l'autore Attilio Motti. | Stemma della Somalia italiana: leone passante e tre stelle con sei punte con stemma coronato. Intorno la legenda SOMALIA ITALIANA. | 1925                   | 1926                   |
| 10 lire                | Semibusto di Vittorio Emanuele III di Savoia coronato e con manto d'ermellino. In basso MOTTI, l'autore Attilio Motti. | Stemma della Somalia italiana: leone passante e tre stelle con sei punte con stemma coronato. Intorno la legenda SOMALIA ITALIANA. | 1925                   | 1926                   |